# Advise and Consent
Advise and Consent è il primo romanzo dello scrittore statunitense Allen Drury (1959) vincitore del premio Pulitzer per la narrativa del 1960.
Nel 1962 il regista Otto Preminger ne trasse il film Tempesta su Washington.

## Trama
Il Presidente degli Stati Uniti d'America decide di sostituire il suo  Segretario di Stato per promuovere un riavvicinamento con l'Unione Sovietica. Il designato Robert Leffingwell, un sostenitore del liberalismo statunitense, è visto da molti senatori conservatori come un pacifista. Altri, compreso l'autorevole senatore Seabright (Seab) Cooley, della Carolina del Sud, nutrono seri dubbi sulla figura di Leffingwell. Il libro racconta la storia del processo di nomina ad alti e bassi che gran parte della gente si aspetta termini con una rapida conclusione della controversa nomina.
Ma Cooley non è uno che si faccia sconfiggere facilmente. Egli scopre un burocrate di secondo piano di nome Gelman, che testimonia che venti anni prima Leffingwell, allora insegnante presso l'Università di Chicago, invitò Gelman ad associarsi a una piccola cellula comunista, nella quale era presente un membro con lo pseudonimo di James Morton. Dopo palesi menzogne dette sotto giuramento dal candidato e profonde valutazioni incrociate di Leffingwell, Gelman è screditato del tutto e ritenuto un testimone inaffidabile dal sottocomitato e dal suo carismatico presidente, il senatore dello Utah Brig Anderson. Il sottocomitato è pronto ad approvare il candidato.
Al momento cruciale della storia, il tenace senatore Cooley esamina attentamente la testimonianza di Gelman e trova un modo di identificare James Morton.
Cooley manovra Morton facendogli confessare la verità delle affermazioni di Gelman al senatore Anderson, che di conseguenza riapre le audizioni del sottocomitato, facendo inferocire il Presidente. Quando i tentativi del Presidente di ottenere la collaborazione di Anderson falliscono, egli sottopone a forti pressioni il leader della maggioranza Robert Munson per indurre Anderson ad acconsentire. In un momento di grande debolezza, che Munson rimpiangerà tutta la vita, questi fornisce al Presidente una fotografia, acquisita quasi innocentemente da Munson, che rivela i legami omosessuali per breve tempo durante la guerra, di Anderson.
Dotato degli strumenti di ricatto che gli servivano, il Presidente ignora le prove di Anderson sul tradimento di Leffingwell e trama di utilizzare queste fotografie per ottenere il silenzio di Anderson. Il Presidente piazza le fotografie presso il senatore di sinistra Fred Van Ackerman, pensando che questi non avrà mai la necessità di usarle. Ma il Presidente ha sottostimato il tradimento di Van Ackerman e mal giudicato la reazione di Anderson nel caso in cui la verità dovesse emergere. Dopo una serie di circostanze che coinvolgono la rivelazione dei segreti di Anderson alla di lui moglie, alla stampa di Washington e a molti senatori, Anderson si suicida. La morte di Anderson volge la maggioranza del Senato contro il Presidente e il leader della maggioranza. Il suicidio di Anderson e la rivelazione della verità circa le bugie di Leffingwell relative al suo passato, mettono in moto una catena di reazioni che pone fine a numerose carriere e infine provoca il rifiuto alla nomina di Leffingwell alla carica di Segretario di Stato.
Il finale di cento pagine del libro contiene numerose "provocazioni" dell'autore che rendono chiara la futura edizione di seguiti della vicenda (Drury scrisse altri cinque libri della serie), ma Advise and Consent termina in effetti con il voto predominante di respingere Leffingwell. Il libro successivo della serie continua con il decesso del Presidente (per infarto) e la promozione del Vice Presidente Harley Hudson.